# Бессараб, Майя Яковлевна
Ма́йя Я́ковлевна Бессара́б (род. 25 апреля 1925, Таганча, Каневский район, Черкасская область Украинской ССР) — советский и российский писатель, прозаик, переводчик, биограф Л. Д. Ландау.

## Биография
Родилась в семье Якова Ивановича Бессараба (1898—1937) и Веры Терентьевны Дробанцевой (1906—?). Племянница К. Т. Ландау-Дробанцевой (1910—1984), супруги нобелевского лауреата, советского физика-теоретика Л. Д. Ландау.
Выросла в Харькове, где отец занимал должность заместителя управляющего делами СНК УССР. Родители развелись в 1934 году, воспитывалась матерью.
Отец арестован органами НКВД, осуждён и расстрелян в 1937 году. 
Окончила Московский государственный институт иностранных языков им. М. Тореза (1955). Член Союза писателей СССР (1976) и Союза писателей Москвы.
Живёт в Лондоне (Великобритания).
Перевела ряд произведений Артура Конан Дойла.

### Основные работы
- Бессараб М. Я. Открытое сердце. (Очерки о хирургах). — М.: Политиздат, 1967. — 160 с.
- Бессараб М. Я. Владимир Даль. — М.: Московский рабочий, 1968. — 264 с.
- Бессараб М. Я. Ландау. Страницы жизни. — М.: Московский рабочий, 1971. — 135 с.
- Бессараб М. Я. Владимир Даль. Книга о доблестном гражданине России и великом борце за русский язык. 2-е изд., испр. и доп. — М.: Современник, 1972. — 288 с.
- Бессараб М. Я. Жуковский. Книга о великом русском поэте. — М.: Современник, 1975. — 316 с.
- Бессараб М. Я. Ландау. Страницы жизни. 2-е изд., доп. — М.: Московский рабочий, 1978. — 232 с. (Переиздана в Вильнюсе в 1983 году.)
- Бессараб М. Я. Сухово-Кобылин. — М.: Современник, 1981. — 304 с.
- Бессараб М. Я. Жуковский. 2-е изд., доп. — М.: Современник, 1983. — 272 с.
- Бессараб М. Я. Страна моего сердца. Повесть о Д. Риде. — М.: Советский писатель, 1984. — 287 с.
- Бессараб М. Я. Ландау. Страницы жизни. 3-е изд., доп. — М.: Московский рабочий, 1988. — 287 с. — ISBN 5-239-00143-X.
- Бессараб М. Я. Ландау. Страницы жизни. 4-е изд., перераб. и доп. — М.: Московский рабочий, 1990. — 319 с. — ISBN 5-239-00952-X.
- Бессараб М. Я. Формула счастья Ландау. — М.: Терра — Книжный клуб, 1999. — 303 с. — ISBN 5-300-02630-1.
- Бессараб М. Я. Так говорил Ландау. — М.: Физматлит, 2003. — 135 с. — ISBN 5-9221-0363-6. (Переиздана в 2004 году.)
- Бессараб М. Я. Лев Ландау. Роман-биография. — М.: Октопус, 2008. — 264 с. (Переиздана в 2009 и 2014 годах.)
- Бессараб М. Я. Принц Парадокс. Оскар Уайльд. — М.: Книгарь, 2012. — 175 с. — ISBN 978-5-9046-9104-2.
- Бессараб М. Я. Лев Ландау. Роман-биография. — С.-Пб.: Амфора, 2013. — 318 с. (Переиздана в 2015 году.)